# Charlie Straight
Charlie Straigt was een Tsjechische poprockband uit Třinec. De band is opgericht in 2006.
De teksten van Charlie Straight werden in het Engels gezongen, waarbij de uitspraak zeer kenmerkend was voor de band. Het liedje School Beauty Queen is gebruikt als titellied voor de Tsjechische tv-serie 4teens, welke uitgezonden werd door de Tsjechische publieke omroep ČT.

## Bandleden
- Albert Černý – zang en gitaar
- Michal Šupák – toetsen, gitaar en achtergrondvocalen
- Johnny Cienciala – basgitaar
- Pavel Pilch – drums

## Discografie
- 2009 – She's a Good Swimmer
- 2012 – Someone With A Slow Heartbeat